# 紫斑歧伞獐牙菜
紫斑歧伞獐牙菜（学名：Swertia dichotoma var. punctata）为龙胆科獐牙菜属下的一个变种。

## 扩展阅读
- 維基物種上的相關：紫斑歧伞獐牙菜